# アラン・セクラ
アラン・セクラ （Allan Sekula, 1951年1月15日 - 2013年8月10日）は、アメリカの写真家、作家、映画製作者、理論家、評論家。

## 人物
1985年から2013年に亡くなるまで、カリフォルニア芸術大学で教鞭をとる。 彼の仕事は、しばしば大規模な経済システム、または「先進資本主義世界の想像上の物質的地理」に焦点を当てている。
グッゲンハイム財団、国立芸術基金、ゲッティ研究所、ドイツ学術交流会（DAAD）、アトリエカルダーからフェローシップと助成金を獲得。2007年、USA Broad Fellowに選ばれた。

## 経歴・作品
1951年、ペンシルベニア州エリーでポーランド系と英国系の家系に生まれる。彼の家族は1960年代初頭にカリフォルニア州サンペドロに移住。 1974年にカリフォルニア大学サンディエゴ校で生物学の学士号の取後、同大学でMFAを取得。1970年代初頭にアートを作り始め、パフォーマンス、インスタレーション、写真シリーズの制作を行う。マルクス主義思想、ドキュメンタリー写真、コンセプチュアルアートに基づいて、「批判的リアリズム」と呼ばれるものを実践。
彼は写真を主な媒体とし、展覧会、書籍、映画を制作。二次的な媒体は書かれた言葉であり、エッセイやその他の重要なテキストを画像と組み合わせ、現代の後期資本主義におけるマルチレベルの批評を展開した。彼の作品は、社会的現実とグローバル化の問題に重要な貢献をしており、彼が「先進資本主義世界の想像上の物質的な地理 (imaginary and material geographies of the advanced capitalist world)」と表現したものに焦点を当てている。彼は映画/ビデオメーカーであり、映画理論家ノエル・バーチと頻繁に共同で、The Reagan Tapes （1984）（ロナルド・レーガンに関して）やThe Forgotten Space （2010）などのプロジェクトで協働。
Aereospace Folktales（1973）で、写真シリーズを長いテキストと混ぜ始めた。Fish Story （1995）では世界の海を探検し、後のThe Forgotten Space（2010）の基礎となった。
カリフォルニア芸術大学にて写真およびメディアプログラムの教員を務める。
胃食道癌との長い闘病の後、2013年8月10日に62歳で死去。

## 本
- Photography Against the Grain: Essays and Photo Works 1973–1983 (1984).
- Fish Story (1995).
  - London: Mack, 2018. ISBN 978-1-912339-04-4. With a new introduction by Laleh Khalili.
- Dead Letter Office (1997).
- Seemannsgarn (2002).
- Titanic's Wake (2003).
- Performance under Working Conditions (2003).
- A Dialogue with Allan Sekula (2005).
- Facing the Music: Documenting Walt Disney Hall and the Redevelopment of Downtown Los Angeles. East of Borneo Books, 2015. ISBN 978-0692312445. A project by Sekula. Edited by Edward Dimendberg, with contributions by Sekula, Louis Adamic, James Baker, Laura Diamond Dixit, Anthony Hernandez, Karin Apollonia Müller, Leonard Nadel, and Billy Woodberry.

## 映画
- A Short Film for Laos (2006)[7]
- The Forgotten Space (2010)

## 受賞歴
- 1977: Art Critic's Fellowship, National Endowment for the Arts.[8]
- 1978: Artist's Fellowship, National Endowment for the Arts.[8]
- 1980: Art Critic's Fellowship., National Endowment for the Arts.[8]
- 1982: Art Critic's Fellowship, Ohio Arts Council.[要出典]
- 1984: Photographer's Fellowship, Ohio Arts Council.[要出典]
- 1986: Guggenheim Fellowship from the John Simon Guggenheim Memorial Foundation.[9]
- 1999 - 2002: Research Grant, Getty Research Institute / J. Paul Getty Trust.[8]
- 2007: USA Broad Fellow and granted $50,000 by United States Artists.[要出典]
- Fellowship from the Deutsche Akademischer Austauschdienst (DAAD).[8]
- Fellowship from the Atelier Calder.[8]